# Ein Paar blaue Augen
A Pair of Blue Eyes ist der dritte Roman des englischen Autors Thomas Hardy und sein erster, der nicht anonym veröffentlicht wurde. Die Geschichte erschien zunächst als Fortsetzungsroman zwischen September 1872 und Juli 1873 in Tinsley’s Magazine und 1873 in Buchform.

## Handlung
Es geht um die Dreiecksbeziehung zwischen der jungen, blauäugigen 19-jährigen Elfride Swancourt und ihren beiden Verehrern aus sehr unterschiedlichen Verhältnissen. Stephen Smith, ein ehrgeiziger junger Mann aus einfachen Verhältnissen, mit dem sie einen ländlichen Hintergrund teilt, betet sie an. Henry Knight ist der respektable, etablierte, wenn auch sexuell unreife und unerfahrene ältere Mann, der die Londoner Gesellschaft repräsentiert. Obwohl beide Männer Freunde sind, weiß Knight nichts von Smiths früherer Liaison mit Elfride.
Elfride sieht sich in einem Kampf zwischen ihren Gefühlen, ihrem Verstand und den Erwartungen der Menschen ihrer Umgebung. Als Elfrides Vater herausfindet, dass sein Gast und Heiratskandidat der Tochter, Architektenassistent Stephen Smith, Sohn eines Maurers ist, befiehlt er ihm sofort zu gehen. Knight, der mit Elfrides Stiefmutter verwandt ist, steht später kurz vor der Hochzeit mit der jungen Frau, weist sie jedoch letztendlich ab, als er erfährt, dass sie bereits zuvor umworben wurde.
Elfride heiratet aus Verzweiflung einen dritten Mann, Lord Luxellian. Am Ende reisen beide Bewerber gemeinsam zu Elfride. Beide wollen um ihre Hand anhalten, wissen aber weder, dass sie bereits verheiratet ist, noch dass sie ihre Leiche und ihren Sarg auf der Reise begleiten.
Der Roman spielt an verschiedenen Orten, darunter gotische Kirchen, Küstenklippen, Hügel, Täler und Strände.

## Personen
Elfride Swancourt, die blauäugige 19-jährige Heldin, ist sowohl äußerst attraktiv als auch emotional naiv; eine viktorianische Miranda.
Stephen Smith, ihr erster Verehrer, ist sozial unterlegen, besitzt aber ebenfalls diese kindliche Unschuld, und sie liebt ihn, weil er „so gelehrig und sanft“ ist (Kapitel 7).
Henry Knight, der zweite Verehrer, steht sozial höher, ist dominant männlich, aber sexuell unerfahren und unreif. Er erwartet von Elfride geistige und körperliche Jungfräulichkeit. Knight ist auch Stephen Smiths Mentor.

## Hintergrund
Bemerkenswert sind starke Parallelen zu Hardy und seiner ersten Frau Emma Gifford. Wahrscheinlich birgt die Geschichte unter Hardy’s frühen Romanen die meisten autobiografischen Elemente.

## Aufnahme
Eine Rezension von Far from the Madding Crowd (deutsch Am grünen Rand der Welt) im Examiner nennt die Geschichte rückblickend „nicht so ausschließlich bildhaft [wie Under the Greenwood Tree]; es war eine Studie tragischerer Art, mit komplexeren Charakteren und einer mitreißenderen Handlung... Sowohl Under the Greenwood Tree als auch A Pair of Blue Eyes sind sehr bemerkenswerte Romane, die niemand lesen kann, ohne die genaue und durchdringende Beobachtung und die bildliche und erzählerische Kraft des Autors zu bewundern.“
Spät in seinem Leben traf Hardy den Komponisten Sir Edward Elgar und diskutierte mit ihm die Möglichkeit, dass Elgar eine Oper auf der Grundlage des Romans erschaffen könnte. Hardys Tod beendete das Projekt.
BBC Radio 4 nahm das Buch als Fortsetzungsroman mit Jeremy Irons als Harry Knight auf.

## Kritik
A Pair of Blue Eyes wird normalerweise als eines von Hardys Nebenwerken eingestuft, „ein Buch mit ein paar guten Punkten, aber insgesamt ein Reinfall“. Wie Desperate Remedies enthält es melodramatische Szenen, die von den Charakteren und der Handlung losgelöst zu sein scheinen.
Im Mittelpunkt des kritischen Interesses des Romans steht die Szene, in der Henry Knight die gesamte Weltgeschichte Revue passieren lässt, während er über dem Rand einer Klippe hängt (angeblich der Ursprung des Begriffs „Cliffhanger“) und schließlich durch ein aus Elfrides Unterwäsche gefertigtes „Seil“ gerettet wird. Carl J. Weber führt die Szene auf ein Picknick Hardy’s und seiner Frau zurück, bei dem er losgeschickt wurde, um nach einem verlorenen Ohrring zu suchen. Er behauptet, diese Passage sei der „erste Hinweis in den Romanen Hardy’s auf dessen Fähigkeit, das Interesse an einer angespannten Situation durch die schiere Kraft der lebendigen Beschreibung aufrechtzuerhalten“. Andererseits meint Millgate, die Szene sei Teil der „irrelevanten“ Beschreibung, die zum „Lumpenhaufen“ eines Romans gehöre. Für Jean Brooks ist die Szene „makaber“ und ein Beispiel für „kosmische Gleichgültigkeit“, wobei auch das Komische an der Rettung hervorgehoben wird.
Gittings und Halperin behaupten die Idee für diese Szene entstamme eher einem Essay von Leslie Stephen mit dem Titel „Fünf Minuten in den Alpen“. Die „Klippe ohne Namen“, wie sie genannt wird, basiert wahrscheinlich auf Beeny Cliff.